# Mittlere Ödkarspitze
Mittlere Ödkarspitze är ett berg i Österrike.   Det ligger i distriktet Innsbruck-Land och förbundslandet Tyrolen, i den västra delen av landet, 400 km väster om huvudstaden Wien. Toppen på Mittlere Ödkarspitze är 2 745 meter över havet.
Terrängen runt Mittlere Ödkarspitze är huvudsakligen bergig. Mittlere Ödkarspitze är den högsta punkten i trakten. Runt Mittlere Ödkarspitze är det ganska tätbefolkat, med 166 invånare per kvadratkilometer.. Närmaste större samhälle är Innsbruck, 16,8 km söder om Mittlere Ödkarspitze. 
Trakten runt Mittlere Ödkarspitze består i huvudsak av gräsmarker.